# KIM (musiktidning)
KIM var en musiktidning som gavs ut av föreningen Evterpe - Kvinnor i musik, en förening som har jämställdhet inom svenskt musikliv som sitt mål, åren 2005-2008. KIM kom ut i första utgåvan som en ersättare till Musikmagasinet Evterpe (utgiven 1992-2005). Musikmagasinet Evterpe, liksom KIM, fungerade som föreningstidning inom föreningen. 
Tidningen hade främst fokus på kvinnliga musiker och artister, men skildrade även män inom svenskt och internationellt musikliv, men i allmänhet då män som jobbade tillsammans med kvinnor. Tidningen hade ingen uttalad feministisk agenda, utan profilerade sig som en musiktidning vars målsättning var att belysa en grupp som kanske var underrepresenterade i andra musiktidningar.
KIM producerades av en helt ideell redaktion och gavs ut under åren 2005 till och med 2008. Redaktionen belönades med Pennskaftspriset år 2006. 
Enligt föreningen Evterpes informationssida vilar tidningen just nu i väntan på en ny redaktion. 

## Fotnoter
1. ↑  "Föreningen Evterpes informationssida" Arkiverad 11 augusti 2010 hämtat från the Wayback Machine.